# جورج ليونارد (سياسي)
جورج ليونارد هو سياسي كندي، ولد في 1 نوفمبر 1742، وتوفي في 1 أبريل 1826.